# دانيال بي. سانت جون
دانيال بي. سانت جون (بالإنجليزية: Daniel B. St. John)‏ هو سياسي أمريكي، ولد في 8 أكتوبر 1808، وتوفي في 18 فبراير 1890 بنيويورك في الولايات المتحدة. حزبياً، نشط في الحزب الديمقراطي وحزب اليمين. وقد انتخب عضو جمعية ولاية نيويورك وانتخب عضو مجلس ولاية نيويورك وانتخب عضو مجلس النواب الأمريكي.